# Леонид Кулик
Вижте пояснителната страница за други личности с името Кулик.
Леонид Алексеевич Кулик е руски минералог, един от основателите на руската наука за метеоритите. Той е студент и сътрудник на академик Владимир Вернадски, организатор и ръководител на първите 5 експедиции за изследване на Тунгуския метеорит.

## Фамилия
Предците на Кулик произхождат от малоруските казаци, живели близо до град Батурин. Дядо му учи в модерното тогава Ланкастърско училище и е грамотен, което е рядкост в онези дни, дори сред управляващите класи. Отбивайки 25-годишната си военна служба, благодарение на грамотността си, той става офицер и завършва кариерата си с чин майор.
Баща му Алексей Семенович Кулик е земски лекар. Получава средно образование с помощта на познато семейство немски колонисти, което му осигурява възможността да учи в реално училище в Елизаветград, заедно с техните деца. Тъй като няма право да следва в университет след завършване на реално училище, и знае немски език, той заминава за Германия. Живее там 6 години и през 1881 г. завършва медицина в университета във Вюрцбург. След завръщането му в Русия отново започва да следва медицина, този път в университета в Дорпат (Тарту). Завършва през 1884 и получава титлата доктор по медицина, хирургия и акушерство. Майката на Леонид, София Кириловна Серединская е дъщеря на военен бригадир на земевладелец от Елизаветградски окръг.
Леонид има трима братя – Владимир, Нестор и Алексей. Владимир и семейството му се установяват в Свердловск, където той работи като ветеринарен лекар на хиподрума. Нестор става геолог, работи известно време в Геологическия музей на Академията на науките, след това се премества във Всесъюзния арктически институт и по-късно става ръководител на геоложката група в ленинградския клон на Росдорпроект. Най-малкият брат Алексей живее в Омск, където работи в станция за растителна защита.

## Детство
Леонид Кулик е роден на 19 (31) август 1883 г. в град Дорпат (днес Тарту), провинция Ливония, Руска империя.Когато е на около 2 години семейството заминава за Украйна. През първите години живеят в Бобринец, малък провинциален град южно от Елизаветград. Бащата поддържа връзка с революционните групировки в южната част на Русия и няколко пъти е арестуван. Там им се раждат още трима сина – Владимир (1885), Нестор (1886) и Алексей (1890). 8-годишният Леонид започва да учи в областното училище, но две години по-късно семейството отново се премества, този път в Елизаветград, където момчето продължава обучението си в местната гимназия. По време на едно от пътуванията, опитвайки се да задържи конете, уплашени от вълци, бащата пада и си счупва крака. Вследствие на това умира от отравяне на кръвта.
Две години по-късно семейството се мести в град Троицк, където живее братът на майката. Освен това там се намира единствената по това време мъжка класическа гимназия в Южен Урал. София Кулик е приела за основна цел в живота си да образова децата. Със спестяванията си тя купува малка къща близо до гимназията и малка ферма в края на село Рождественка. Лятото на семейството преминава във фермата, а зимата – в града.

## Младост
През 1903 г. Леонид завършва Класическата гимназия със златен медал и заминава за Санкт Петербург, където постъпва в Горския институт. Шест месеца по-късно, за участие в студентски размирици, е изключен от учебното заведение и призован на военна служба.
Службата му започва на 19 август 1904 г. в 22-и Драгунски астрахански полк, който по това време е дислоциран в град Тираспол. В личните си записки той пише, че именно там започва революционната му дейност в Руската социалдемократическа работническа партия (РСДРП). В края на юли 1905 г. завършва полково училище и се явява на изпит за получаване на чин офицер от запаса. Веднага след това излиза в отпуск за 3 месеца и заминава за Казан, където по това време живее семейството му.
Там, за кратко посещава курсове към Физико-математическия факултет на Казанския университет. Взима участие в студентските бунтове, разгонени с куршуми и нагайки, където студенти и граждани дават много жертви.
През декември 1905 г. Леонид се завръща в Тираспол, където е повишен в чин прапоршчик от резерва към армейската кавалерия в Казански окръг, а на следващия ден е уволнен. Два дни по-късно в окръга е обявено военно положение и в началото на следващата година Кулик бяга в Троицк, за да избегне арест за революционната си дейност.
През 1905 г. той става един от организаторите на партията на РСДРП в града, а през следващата година е избран за неин председател. По това време работи като нощен коректор в троицкия прогресивен вестник и като секретар на местното дружество на чиновниците и съдебните изпълнители.
В Троицк минават последните седмици от живота на София, майката на Кулик. Скоро след това Леонид се жени за Лидия Ивановна Кондарацкая, възпитаничка на женската гимназия, с която по-късно имат две дъщери – Елена и Ирина. Кулик отваря малка книжарничка, чийто действителен собственик е организацията на РСДРП и която просъществува само 2 години. Част от средствата за откриването ѝ са осигурени от тримата най-възрастни братя в семейството – Леонид, Владимир и Нестор, които са членове на тази организация. Идеята е там да се разпространява нелегална революционна литература. През 1908 г. срещу Леонид е образувано наказателно дело по обвинение в съхранение и разпространение на нелегална литература. След затварянето на книжарницата къщата на семейството е продадена за покриване на дългове.

## Зрялост
От 20 август 1908 г. Кулик работи в град Миас като помощник-лесовъд, където отговаря за счетоводството и проучването на полезни изкопаеми по източния склон на Златоустовския планински район. Настъпващата 1910 г. е трудна за семейството. Кулик се разболява от менингит, а през същата година се провежда и процесът над братята. Леонид и Алексей са осъдени на затвор – Леонид за три седмици, а Алексей за един месец. Но едва през следващата година Леонид изтърпява предписания срок в Троицкия затвор. През 1910 г. умира първородната му дъщеря Зоя и се ражда дъщеря му Елена.
През 1911 г. Кулик работи към Радиевата експедиция край езерото Илмен. През лятото на 1912 г. в Миас се среща с Александър Ферсман. Тогава започват съвместната им работа и приятелство, които продължават почти 30 години. През същата година Владимир Вернадски урежда работа на Кулик в Минералогичния музей на Руската академия на науките в Санкт Петербург и семейството се премества в столицата. Едновременно с работата си, Леонид следва във Физико-математическия факултет на университета, а жена му Лидия посещава Бестужевските курсове към същия факултет.

## Радиева експедиция
През 1908 г., по предложение на Вернадски, е създадена Радиева комисия към Физико-математическия отдел на Академията на науките, за изучаване на явленията на радиоактивността. Отпуснати са пари за експедиции и през пролетта на 1911 г. Вернадски и учениците му посещават Кавказ, Фергана, а през лятото Урал. От юни 1911 г. Кулик е командирован към Радиевата експедиция. Занимава се с инструменталното проучване на находищата на полезни изкопаеми в Илменските планини и започва да чертае карти на изследваните местности. Когато идва краят на полевия сезон експедицията се завръща в Санкт Петербург, а Кулик остава като ръководител на работниците, прави описи на извлечените минерали и ги изпраща в Минералогичния музей на Академията на науките.
През 1913 г. дейността на Радиевата експедиция продължава по същите места и Кулик продължава да работи върху петрографската карта на Илменските планини и да изследва района по железопътната линия от Миас до Златоуст, както и района на езерото Болшой Еланчик.

## Първа световна война
През юли 1914 г. започва Първата световна война и Кулик е призован на служба в Отделната запасна кавалерийска дивизия. На 9 декември 1914 г. заминава за Полския фронт, като част от Първи походен ескадрон. При пристигането си е включен към Двадесети драгунски финландски полк и малко по-късно е откомандирован в полка на Офицерската кавалерийска школа, която прикрива подстъпите към Варшава и река Нарев.
По време на войната Кулик е награден с ордените Света Ана ІІІ степен с мечове и лък и „Св. Станислав ІІІ степен“. Офанзивата на руските войски все още не е приключила, когато той е изпратен да учи в Николаевското кавалерийско училище в Петербург. След като полага изпит за офицер 1-ва категория, Кулик е произведен в чин корнет и изпратен обратно в Отделната запасна кавалерийска дивизия, разположена край Рига. Назначен е на длъжност боен офицер и едновременно с това е помощник-полков адютант. Скоро заради военните си успехи е повишен в чин лейтенант.
Въпреки че е на фронта, Кулик успява да се занимава и с проучвателна дейност. Заедно с Александър Ферсман и В.И. Крижановски проучва находището на флуорит в Тверска област по поречието на реките Вазуз и Осуга. Тримата събират голяма колекция от флуорит, калцит, кремък и редица вкаменелости. Освен това изследва находищата на кехлибар в южната част на Рижкия залив и на гипс на остров Дален. След като участва в боевете на Северния фронт, на 11 юли 1917 г., още преди края на войната, Кулик е изпратен в Петербург в Централната научно-техническа лаборатория на Военното ведомство. Там започва работа като военен техник и секретар на Комисията по неорганичните багрила.

## Кашински метеорит
На 21 февруари 1918 г. близо до град Кашин пада Кашинският метеорит с тегло около 122 кг. Кулик е командирован от Академията на науките на място, за да проучи обстоятелствата на падането и да занесе метеорита в Петербург. Но находката вече е изпратена в Москва, така че Кулик успява само да проучи мястото на падане, измерва и снима образувания кратер и разпитва очевидците. Интервюира 40 човека от околните села, установява времето на падане, метеорологичните условия и звуковите и светлинни явления, съпътстващи падането.
Преди метеоритът да бъде отнесен в Москва, селяните го пренасят в близкото село Глазатово и го излагат на мегдана. Част от него е раздробена с чукове и отчупените парчета са взети от различни хора заради вярването, че им е изпратен от Господ. Кулик прави много опити да закупи някое от тях, но успява да получи само няколко малки фрагмента.
След завръщането си изнася доклад за метеорита в Руското общество на любителите на световните изследвания (РОЛМ), където му връчват две дипломи наведнъж. Според първата е избран за пълноправен член на организацията, в втората го одобрява за доживотен член на обществото.

## Урал
На 30 май 1918 г. в Научно-техническата лаборатория на Военния комисариат е издадена заповед за командироване на Кулик в Среден и Южен Урал. Задачата е да посети голям брой рудници, мини и фабрики с цел изучаване на охрата и други оцветяващи глини. Леонид успява да пристигне в Екатеринбург едва в средата на юни. Ситуацията в града е усложнена от факта, че още на 30 април царското семейство е депортирано там от Тоболск, а преди пристигането му е направен и опит за освобождаване на Романови от Ипатиевата къща. За да се влезете или излезе от града, се изискват специални разрешителни, още повече за проверки и работа в мините. Поради всички спънки командировката на Леонид продължава няколко години. Въпреки трудностите той успява да проучи мините край градовете Березовски, Верхни Уфалей, мините Коркодински и Мезелановски, рудник Шелински.
По това време Миас е в центъра на контрареволюционното въстание на Чехословашкия корпус, който окупира областта. Кулик е откъснат от Петербург с товар от събрани минерали и без никакви средства. Продавайки част от нещата си и чрез заеми, продължава работата си в района Златоуст и в северната част на Оренбургска губерния. Не успява да завърши изследванията си, въпреки че работи до началото на зимата, избягвайки градове и фабрики, където е обявена мобилизация на офицерите. С труд транспортира събраните минерали до Троицк, където се мести и семейството му. В края на декември, благодарение на документите си от Академията на науките, получава разрешение да превози материалите до Томск, който е единственият град в Сибир с лаборатория за изследване на минерали.
В Томск се записва като волнослушател в университета за да получи право на работа в химическата лаборатория, да се сдобие със средства за живот и става асистент в Катедрата по минералогия. Жена му също пристига в града и започва работа в Томския университет като каталогизатор към минералогичния кабинет. В края на март 1919 г. е издадена заповед за мобилизация на всички офицери и Кулик е мобилизиран към Бялата гвардия. Служи в полка 4 месеца, като едновременно с това работи като асистент в университета, взима изпити и прави изследвания в лабораторията.
Пред август Червената армия влиза в града и Кулик отново е мобилизиран и командирован в щаба на 5-та армия. Няколко дни по-късно е освободен и получава заповед да замине на разположение на Томския университет. След завръщането си в Томск е командирован в Енисейска губерния като член на минералогична експедиция, ръководена от Сергей Курбатов, професор по минералогия в Ленинградския държавен университет. Изследваната зона се намира по лявата страна на река Енисей, от езерото Шира на север до река Абакан на юг. Заедно с Кулик с експедицията заминават жена му и дъщеря му.

## Санкт Петербург
На 9 февруари 1921 г., след преодолени проблеми с получаване на разрешение за напускане на Томск, издаване на удостоверение за право на закупуване на железопътен билет и други, семейството се завръща в Петербург. Там обаче царят глад и нищета. Само най-известните академици и професори получават „научна хранителна дажба“ от Централната комисия за подобряване на живота на учените, но Кулик по онова време няма нито научна титла, нито завършено университетско образование.
Скоро, с подкрепата на Александър Ферсман, към Ломоносовския минералогичен музей е създаден отдел „Метеорити“, оглавен от Вернадски, а Леонид Кулик става негов научен сътрудник. През април Вернадски представя пред Катедрата по физико-математически науки на Академията подробните бележки на Кулик „Нови данни за падането на метеорити в Русия“. Решено е да се проведе експедиция за проучване и събиране на данни за паднали метеорити.
По време на подготвителната работа за експедицията Кулик успява да извърши две пътувания. Първото е до Киев, където още с пристигането си на гарата е ограбен и остава без документи и пари. Оттам донася каменния метеорит Кагарлик с тегло 1912 грама и го предава в колекцията на Академията на науките. Второто му пътуване е до Дмитровски район на Московска губерния, за да се провери получената от там информация за откриването на голям метеорит в близост до село Семьоновское. Проучванията му обаче показват, че за метеорит е взета обикновена морена.
На 1 септември в Петербург започва Първият конгрес на Руското общество на любителите на световните изследвания (РОЛМ). Леонид Кулик е не само негов член, но и негов активен организатор. Конгресът събира представители на повечето световни научни организации в Русия и Леонид установява контакти с тях и договаря незабавна информация в случай на находки или нови падания на метеорити. Там, от руския астроном Даниил Свяцки, за първи път той научава за падането на голям метеорит в Сибир.

## Първа метеоритна експедиция на Академията на науките
Експедицията, включваща 26 човека, заминава за Сибир на 5 септември 1921 г. В началото на октомври започва събирането на информация в Канск, за падналия на 7 юни 1908 г. гигантски метеорит. Докато се снабдяват с допълнително зимно оборудване и храна в Красноярск, е получена нова информация за падането на метеорити близо до град Минусинск. Експедицията, запазвайки базата си в Канск, изпраща проучвателна група под ръководството на Кулик. Групата не открива нищо и се връща обратно със сал по полузамръзналия Енисей. По време на пътуването реката замръзва напълно и екипът наема каруца, с която си проправя път през ачинската тайга до железопътната линия Минусинск, откъдето се завръща с влак.
На 8 декември 1921 г. експедицията заминава за Семипалатинск. Там е създадена група, която тръгва на коне, за да премине близо 900 км през Западен Алтай до горното течение на Иртиш, и да търси двукилограмов железен метеорит. Откриват го близо до езерото Зайсан и се връщат обратно, където от киргизи получават още две парчета от същия метеорит. След изследвания се оказва, че и трите фрагмента се състоят от желязо със земен произход.
Експедицията се завръща в Петербург в края на април 1922, с няколко спирки по обратния път. В Томск получават един фрагмент от метеорита Демина, в Омск събират информация за няколко находки и падания на метеорити, в Тюмен установяват, че сензационният Петропавловски метеорит е мит, в Екатеринбург получават парче метеорит, което се оказва от земен произход. През юни Кулик изнася доклад пред Първия всеруски геоложки конгрес за работата на проведената експедиция.

## Саратовски метеорит
През септември 1918 г. е получена информация за паднал край Саратов метеоритен дъжд. Кулик потегля натам заедно с младия си помощник Минин. Събират около половин дузина фрагменти от метеоритния поток и уточняват района на падането му. Там получават нова информация за част от метеорита, паднала в същия район и потънала в езеро, образувано от старо русло на река Хопьор. Същата сутрин жителите са открили дупка в леда с диаметър около 35 см, поръсена наоколо с червеникав прах. Групата заминава с параход за близкия град Волск, където уточнява, че зоната, обхваната от метеоритния поток, е доста по-голяма от очакваното. Обикалят околните села на коне и събират доста парчета с размери от няколко грама до няколко килограма. В село Белая гора успяват да открият почти 200 фрагмента.
По време на работата на експедицията в Саратовска губерния, в допълнение към безброй разговори с очевидци, Леонид Алексеевич изнася 7 лекции и пише 4 статии за местната преса. На 19 октомври се завръща в Петербург, където официално е регистриран в Комисията за подобряване на живота на учените, във 2-ра категория и започва да получава парична подкрепа от 90 рубли месечно.

## Образование
Животът на Кулик протича така, че той, въпреки че е натрупал огромни знания и опит, все още не е успял да завърши образованието си. Изминават 20 години, откакто е прекрачил прага на Горския институт, 18 години, откакто е записан като доброволец в Казанския университет, 10 години, откакто се записва като студент в Санкт Петербургския университет и три години, откакто продължава да учи и започва да преподава в Томския университет. Кулик става почти на 40 години, неговите връстници и колеги вече са професори и академици, а той все още е студент. Без висше образование и подходяща длъжност е трудно да се приемат и публикуват статии в научни издания, да се организират изложби, и още по-малко експедиции.
Кулик, без да спира работата по метеоритите, отново сяда с учебниците и полага изпити в университета. Най-после, през 1924 г. завършва Ленинградския държавен университет, катедра Естествени науки. От 1921, в продължение на една година работи в Минералогичния музей на Академията на науките и на непълно работно време в Хидрологичния институт. От 1936 г. е научен секретар в Комитета по метеоритите и публикува основни изследвания в областта на метеоритите.
Ентусиазираната работа на Кулик на тема метеорити го доближава още повече до Руското общество на любителите на световните изследвания, което от самото начало на своята дейност обединява многобройни любители на природните науки. Интересно е, че първите срещи на Обществото се провеждат в помещенията на Санктпетербургската консерватория, чийто директор по това време е Александър Глазунов, композитор и голям любител на астрономията.
През 1925 г. е създадена масовата доброволческа организация „Съюз на войнстващите атеисти“ (СВБ), която започва активно провеждане на научна и атеистична пропаганда сред населението. Скоро Кулик е избран за отговорен представител на Геологическата асоциация към организацията. Той вече изнася лекции не само по собствена инициатива, но се включва и в организирането им – получава заявления и покани, предоставя помещения, плакати и т.н. На учениците и широката аудитория обикновено се изнасят лекции за Вселената и нейния произход, а на студенти и в научни институции – за метеоритите.

## Първа тунгуска експедиция
В Минералогичния музей се събират все повече материали за падането на голям метеорит в Централен Сибир през юни 1908 г. Всички доклади потвърждават мащабността на това явление, засегнало обширна територия в Централен Сибир. Очевидци разказват за полета на ослепително ярка огнена топка, която затъмнява слънчевата светлина. Над мястото на катастрофата са наблюдавани пламъци и облак от дим, последвани от оглушителни експлозии, рев, пращене и неясни, сливащи се шумове. На голяма площ почвата се разтриса. Според разказите на евенките на мястото на падането огромна част от гората е изкоренена.
През годините Кулик периодично и безуспешно повдига въпроса за специална експедиция до мястото. През 1924 г. геофизикът, професор Аркадий Вознесенски му предава богатите си материали за падането на метеорита, както и данните за обработени от него сеизмични и барографски записи. Две години по-късно академик Вернадски се завръща от Париж и също подкрепя идеята за организиране на специална експедиция до района на река Подкаменна Тунгуска. Тъй като Академията на науките не разполага с достатъчно средства, Кулик се обръща за финансова помощ към московския и красноярския Госторг и накрая провеждането на проучвателна експедиция е разрешено.
Експедицията тръгва за Сибир в началото на февруари 1927 г. Състои се само от двама души – ръководител Кулик и помощник Александър Гулих. Те пристигат с влак в Тайшет и оттам потеглят с шейна към село Кежма, на 380 км от града. Там се запасяват с храна и преминават още 200 км с шейна през тайгата до факторията Вановар. Оттам тръгват на коне към мястото на катастрофата, водени от местни евенки, но не успяват да го достигнат. Снегът е много дълбок, конете затъват в него до гърди, а ги следват и глутници вълци. Изтощени, те се връщат в търговския пункт, за да търсят други транспортни средства. В началото на април тръгват отново, този път на ски, като изминават по 5 до 7 км на ден. Придружени са от семейството на тунгус, чиито северни елени са натоварени с багажа. След продължително пътуване и оплаквания от тунгусите, стигат до огромна гора, съборена на земята на плътни редове, а стволовете на вековните дървета са пречупени като тръстики. По-нататък следва гола земя, дърветата на която са били напълно изгорени. Само в центъра на оголената зона стърчат дървета без клони и листа.
Тунгусите с елените отказват да ги придружават нататък и се налага да се върнат обратно във факторията. Там правят нова организация и успяват за 6 дни да изминат 40 км. Продължават със салове, които се чупят и поправят по пътя, но успяват да стигнат до река Хушму. С коне теглят саловете нагоре срещу течението в продължение на 16 дни. Достигат до оголели дървета без никакви клони, където земята е настлана с мъртва дървесина, по която е възможно да се изходят стотици метри, без да се докосне почвата. Организират лагера си на съвсем оголял терен и започват обиколки в кръг около центъра на падането, изминавайки десетки километри. Близо до североизточния му участък, откриват многобройни плоски кратери, подобни на лунните. Фуниевидните вдлъбнатини имат най-разнообразен диаметър, но по-често – от 10 до 50 метра. Дълбочината им не надвишава 4 метра, а дъната им вече са покрити с блатен мъх.
Тъй като храната им свършва, цялата група се връща във Вановар, където Кулик освобождава придружаващите го работници. Само с двама работници се спуска с плоскодънна лодка по Подкаменна Тунгуска до устието на Енисей, минавайки 7 големи и бурни летни бързея и десетки разломи. Гребат последователно ден и нощ, изминават 1300 километра за 3 седмици и 3 дни и се връщат в Красноярск. Кулик изнася редица доклади за работата си в Красноярск и Новосибирск и с ентусиазма и вярата си в каузата повдига духа на сибирските обществени и правителствени организации.
След връщането си в Ленинград, в доклад до Президиума на Академията на науките на СССР Кулик пише, че положителните резултати от тази експедиция са неоспорими и имат изключително научно значение. Настоява за нова експедиция, която е необходима, за да се проучат всички следи от този феномен, които все още са оцелели.

## Втора тунгуска експедиция
Втората тунгуска експедиция на Кулик, която започва на 7 април 1928 г., се превръща в най-известната от всички. От Петербург до станция Тайшет, членовете ѝ пътуват с влак и оттам продължават с шейни. В Кежма наемат четирима ловци, купуват храна и още 2 коня и на 21 април отново се отправят на път към Вановар. Във факторията експедицията вече наброява 7 души – Кулик, бъдещият писател и естествоизпитател Виктор Ситин, филмовият оператор Николай Струков и трима ловци, водени от опитния работник от тайгата Константин Сизих. С шейни и коне експедицията достига до Подкаменна Тунгуска, свещената река на евенките. Там изработват две лодки от брезова кора и три лодки шитик – „Болид“, „Комета“ и „Метеор“. На 22 май потеглят по течението на реката без евенките, които са отказали да продължат с тях. След това коне и хора влачат лодките нагоре по река Чамба, приток на Подкаменна Тунгуска. С огромни усилия ги изтеглят през праговете на реката, достигат до бързата и осеяна с плитчини река Хушму и най-после стигат до „Земята на мъртвата гора“, позната от първата експедиция. Там, почти в самия център на падането на метеорита, организират базов Лагер №13, според дневника на експедицията. Изграждат малка баня и така нареченото „хранилище“ за храната, за да я предпазят от мечки.
Същинската работа на експедицията започва на 23 юни с обиколка на околността. Пътят им е препречен от стволовете на паднали дървета и новопоникнали храсти и придвижването става бавно – изминават само по 2 – 3 км на ден, разчиствайки терена. За да се предпазят от огромното количество комари от околните блата, са облечени с по 3 памучни ризи, ръкавици и накомарници за глава, изплетени от конски косми. В продължение на 4 дни си пробиват път до дефилето Чурдим, където във Великото блато е паднал Тунгуският метеорит.
Гората около епицентъра лежи в непрекъснати редове, нападалите дървета са разположени като ветрило във всички посоки от мястото, където е паднал метеоритът. Местността излъчва леко сияние. Животни и птици няма, а от мястото на пожара се издига само рядка, тънка растителност. Правят геодезическо заснемане с теодолит и дават имена на най-високите планински върхове в района. Така на картата се появяват върховете Фарингтън, Хладна, Вернадски и други. След около месец започва разкопаването на кратерите в търсене на фрагменти от метеорита. Дупките обаче бързо се наводняват и се налага да си направят помпа от издълбан кедров ствол. Въпреки упоритата, тежката и усилена работа, нищо не е намерено.
Постепенно храната започва да свършва, хората са изтощени и стават апатични. През юли Струков приключва със снимките и Кулик го изпраща у дома с трима от по-слабите ловци. Остават само четирима. Скоро някои от тях започват да се разболяват от остра фурункулоза и по кожата им се появяват големи абсцеси. Освен това при всички се появяват и първи признаци на скорбут. Тъй като не успяват да извършат много важните магнитометрични измервания, Кулик решава да продължи работата си сам, в началото на август останалите са освободени, а Виктор Ситин заминава за Петербург, за да се погрижи за здравето си и да събере ново оборудване и храна за експедицията.
След поредица от неуредици, в средата на октомври Ситин пристига обратно с цяла група помощници, храна, инструменти, 10 товарни коня и 4 кучета, порода лайка. Започва изследването на кратерите с магнитометри, но при никой от тях няма индикации за наличието на метал в дълбочина. Никъде не се намира и една следа или фрагмент от паднал метеорит. В края на октомври опаковат инструментите, геоложките колекции и оборудването и експедицията се отправя обратно към Вановар. Движат се сред дълбок сняг и замръзнали ледени блокове, при температури минус 35 – 40 °С.
След завръщането си в Ленинград, участниците са изненадани от голямата популярност, която е получила експедицията. Показан е филмът, заснет от Николай Струков, а в списание „Огоньок“ е публикувано и негова статия по темата. Едуард Багрицки пише поемата „Изследовател“, посветена на Кулик. Даже една от фабриките пуска настолна игра за деца, наречена „В тайгата за метеорит. По стъпките на Л.А. Кулик ".

## Трета тунгуска експедиция
В Ленинград, без дори да си почине, Кулик планира нова, трета експедиция до Подкаменна Тунгуска. На 5 януари 1929 г., на заседание на Комисията за експедиционни изследвания на Академията на науките на СССР, академик Ферсман докладва за планирана за текущата година нова експедиция, под ръководството на Кулик. Третата експедиция до Подкаменна Тунгуска се оказва най-дългата и многобройна, но за нея не са запазени много надеждни материали. Тъй като опитни сондажьори, зоолози, ботаници и химици не проявяват желание да се включат в нея, Кулик събира любители с необходимите специалности.
Новата експедиция се отправя на път на 24 февруари 1929 г. Помощник на Кулик е бъдещият геодезист и специалист по метеоритите Евгений Кринов. На 6 април екипът пристига на мястото на падане на метеорита, придружен от 50 каруци с оборудване и хранителни припаси. Съгласно споразумение с организациите в Кежма, намират вече построени две къщички и навес за съхранение, а на река Хушму, до банята – къща с навес. Започват с разчистване на фунията „Сусловски“, която се е превърнала в блато. За да източат водата прокопават изкоп с дължина 38 м и дълбочина 4 м, след което разчистват растителността по дъното. Но почвата бързо се размразява и ямата отново се пълни с вода, независимо от непрекъснатото изпомпване. На 14 юли на помощ пристига група геодезисти, за да определи астрономически точки преди предстоящото въздушно проучване.
Част от хората започват да пробива кладенец №1 във фунията на Сусловски. По това време експедицията вече е изчерпала напълно всички средства и се оказва в значителен дълг към местните търговски организации. През януари 1930 г. от Академията на науките изпращат пари за да се погасят дългове, да се завърши работата и експедицията да се завърне от тайгата. До 1 март сондажите в кладенец №1 от северната страна на фунията приключват. И въпреки че пробиват вечнозамръзналата почва на 25 м дълбочина и преминават през 6 м водоносен хоризонт, не се открива нищо. Сондажите в централната и южната част на фунията също са безрезултатни.
В началото на юни Кулик изминава 320 км на кон до Кежма, където подготвя писта за кацане на договорен хидроплан, необходим за аероснимки на местността. Поставя наблюдателни постове на камбанарията, на един остров и край горящите огньове при пистата. Хидропланът пристига чак на 18 юли и е посрещнат от тълпи любопитни хора. Отлитат към експедицията, но скоро се връщат в Кежма, тъй като са се натъкнали на буря. В селото плъзва слух, че самолетът се е върнал, защото Кулик е умрял от страх по време на полета. Всъщност екипажът на хидроплана има друг предстоящ ангажимент, затова се отказва от нов полет до Подкаменна Тунгуска и отлита към Иркутск, а Кулик тръгва по обратния път към експедицията, където проучванията продължават.
Цялата свършена работа от експедицията и особено сондажите не водят до откриване на фрагменти от метеорит. Изследователите не стигат и до изчерпателен отговор на въпроса за произхода на заоблените депресии, които понякога са посочвани в литературата за Тунгуския метеорит като кратери. В края на октомври експедицията се завръща в Ленинград.

## В търсене на метеорити
През есента на 1933 г. в Минералогичния музей на Академията на науките, пристига съобщение, че вечерта на 8 август, близо до Сталинград е паднал метеорит. Кулик веднага заминава за мястото на падане, край село Капустин Яр. Метеоритът е паднал в степта близо до фермата „Репеев“ около 22 часа и е наречен „Репеев хутор“. Падането му е придружено от ярка огнена топка. По онова време това е третият железен метеорит в СССР, чието падане е наблюдавано от много хора. Има гладки странични повърхности и форма на конус с два върха, възникнала в резултат на рязка промяна в позицията при движение с космическа скорост по време на разделяне. Очевидно метеоритът се е разпаднал на две или повече части, от които е намерена само предната му половина. Завръщайки се от Капустин Яр в Сталинград, Кулик изнася поредица от научнопопулярни лекции за метеоритите, техните източници и значението им за редица науки.
Следващото пътуване Кулик прави към предполагаемо падане на метеоритен поток край село Первомайски, в западната част на Юрев Полски район. Там, в 18 ч. на 26 декември, е наблюдавана ярка огнена топка, а добрата видимост и ранния час позволяват на много жители да видят този колоритен феномен. Използвайки минутен теодолит, Кулик определя видимата част от траекторията, както и зоната на забавяне. Големият размер на огнената топка (до два видими диаметъра на Луната), позволява на учения да предположи, че в атмосферата е влязъл не един, а цял рояк метеорити. След разпитването на очевидци, Кулик установява, че е открит голям камък с тегло над 10 кг, който при удара си в земята се разбива на няколко парчета. Два дни след падането, в полето е открит друг фрагмент от метеорита. Намира го група ловци, които приемат стърчащия изпод снега черен връх за главата на пор и го обстрелват от разстояние 15 крачки. След като разбират грешката си, те го оставят на мястото, за да избегнат подигравките, а по-късно Кулик го прибира. През март 1934 г., когато снегът вече е започнал да се топи, той отново се връща на мястото и с помощта на ученици и фермери събира още 95 отделни фрагмента, тежащи общо почти 50 кг.
През 1936 г. Кулик организира въздушна експедиция до Северен Казахстан, като се старае да продължи развитието и усвояването на метода за въздушно разузнаване на зоните на падане на метеорити. Тръгва със стария си приятел Пьотър Драверт, геолог и изследовател на метеорити. На 9 юли излитат от летището в Омск със самолет АИР-6. В продължение на два дни облитат околностите на село Дорофеевка (днес Акилбай) и след това правят наземно и геоложко проучване на ямите, наблюдавани от самолета. Но през последните 26 години мястото, където е паднал метеоритът, е толкова разорано, че изобщо не се различава от останалата обработваема земя и експедицията завършва безуспешно.
През същата година Кулик прави още едно неуспешно проучване – на метеорит, който пада три години по-рано и счупва 40-сантиметровия лед на езеро край село Васис, Омска област. Очевидци съобщават, че от дупката се е носела пара с мирис на сяра, а самата вода е имала серен вкус. Въпреки направения изкоп за изтичане на водата и изгребване на голяма част от тинята на дъното, нищо не е открито.
През 1936 г. Кулик заминава за Курган, където три години по-рано, край село Старое Песяное, е паднал метеоритен дъжд и камъните са събрани от местните жители. Скоро от населението са събрани 12 парчета от този метеорит и още две са намерени между къщите. Така колекцията на Академията на науките става собственик на няколко фрагмента с общо тегло над 3 кг. Самият метеорит носи името на селото – „Старое Песяное“.

## Москва
През 1934 г., по решение на съветското правителство, основните научни институции на Академията на науките започват да се преместват от Ленинград в Москва. Сред многобройните академични институции в Москва се мести и Минералогичният музей. Всички експонати са опаковани и надписани само от двама души – Кулик и дъщеря му Ирина. При пристигането си в столицата за семейството няма подготвена квартира и в продължение на 2 месеца жените спят на две сгъваеми легла, а Кулик – на масата в музея.
При пристигането си в Москва Метеоритният отдел на Минералогичния музей е трансформиран в Комисия по метеоритите към Отдела по математика и естествени науки на Академията на науките на СССР. За неин председател е назначен академик Александър Ферсман със заместник академик Владимир Вернадски, а Кулик става научен секретар. Леонид започва с подреждане на колекцията от метеорити и съставя каталог на метеоритите, пазени в музея, както и на тези, намиращи се в други градове на СССР. В допълнение към чисто научните проблеми, той се занимава и с всички икономически въпроси. В края на годината дирекцията и обществените организации на Ломоносовския институт към Академията на науките награждават Леонид Алексеевич Кулик с „Грамота за заслуги“ като ударник през Втората петилетка.
Успоредно с основната си работа, Кулик публикува редица монографии за исторически метеорити, открити на територията на страната преди 1848 г. Колекцията от метеорити на Академията на науките никога до онзи момент не е била описвана научно. До това време всички стари метеорити, с изключение на Паласовото желязо, по същество са неизвестни, тъй като експонатите са били смесени. По време на няколко години внимателна работа Кулик успява да възстанови, въз основа на внимателно проучване на архивите и сравнение с материалите на други музеи и проучване на академичната колекция, състава на тази най-стара и ценна част от академичната колекция.

## Четвърта тунгуска експедиция
В началото на май 1937 г. Академията на науките изпраща Кулик на мястото на предстоящото въздушно проучване в зоната на падане на Тунгуския метеорит. Когато пристига в Красноярск, той заварва сериозно наводнение от река Енисей. Има съобщения, че в някои села добитъкът е удавен, а хората се спасяват по покривите на къщите. В град Енисейск наводнението придобива колосални размери – нивото на водата там се повишава с 15 м. Редица улици са наводнени, телефонните и телеграфните линии са унищожени от ледоход, а силното течение откъсва мостовете над реките, вливащи се в Енисей.
Наводнението утихва чак през юли и хидропланът, оборудван с апаратура за въздушна фотография, пристигна в Красноярск. Кулик излита с него на 12 юли. При кацането си при Подкаменна Тунгуска хидропланът се разбива, но пътниците оцеляват. Аерофотографията е отложена за следващата година и Кулик се завръща в Москва.
Той пристига обратно в Кежма на 1 юни и очаква хидроплана за въздушно проучване, който закъснява. Първият пробен полет е извършен чак на 25 юни и снимки се правят почти през целия следващ месец. След това Кулик се присъединява към геодезическата група и продължава работата си. Започва с дешифриране на контактните отпечатъци и проучване на зоните, необхванати от аероснимките. Месец по-късно отива в Кежма в очакване на нов полет с хидроплана, който обаче не пристига и Кулик се завръща в Москва.
В статията „Данни за Тунгуския метеорит към 1939 г.“, публикувана към „Доклади на Академията на науките“, Кулик пише, че фотографията на мястото на катастрофата е извършена в мащаб 1: 4700, в периода между 26 юни и 18 юли 1938 г., т.е. когато тайгата вече е напълно развила зеленина и това е намалило видимостта. Монтажът и полевата мозаечна фотографска схема дават възможност да се установят началните точки на въздушните вълни. Техният център съвпада с центъра, определен от от Кулик през 1928 г. чрез директно изследване с теодолит. На полевата фотосхема са маркирани от 2 до 4 отделните точки на експлозия.
В същата статия Кулик пише за находки на извънземна материя на мястото на падането. Става дума за проби, взети по време на експедицията от 1930 г. Веднага след падането на метеорита, върху овъглената почва в центъра на падане, евенките са намерили парчета от бял лъскав метал с големината на юмрук, които вероятно са от железен метеорит. В утайките на Южното блато Кулик е открил и изследвал под микроскоп редки сребристобели топчета от ковко никелово желязо, свързани със заоблени кварцови зърна, слети в групи и гроздове.
На 27 декември 1938 г. Кулик изнася доклад за резултатите от работата по Тунгуския метеорит на заседание на Отдела по математика и естествени науки към Академията на науките на СССР. Участниците в заседанието отбелязват значителните постижения на експедицията и особено изключителното постоянство и ентусиазъм на Кулик през годините в търсене на мястото, където е паднал Тунгуският метеорит. Освен това с решение се посочва необходимостта от „предприемане на всички мерки за завършване на издирването на Тунгуския метеорит“.

## Пета тунгуска експедиция
Решено е през лятото на 1939 г. да се проведе нова експедиция. Целта е по-пълна геодезическа поддръжка на въздушната фотография и извършване на малки сондажни операции в района на Южното блато. Средствата, отпуснати от Академията на науките са оскъдни и затова съставът е малък. Като ръководител е назначен Кулик, геодезическият екип включва геодезиста Николай Апрелев и студента Игор Шпанов, а геоложкият екип – Елена, дъщерята на Кулик и Николай Федоров, студент-художник в Текстилния институт.
На 12 юли 1939 г. експедицията напуска Москва. Стигат с влак до Красноярск, където им е отпуснат самолет за полет до Кежма. Оказва се обаче, че самолетът е стар и развален и цялата група се включва на помощ в поправянето му. Най-после пристигат в Кежма, където попълват групата с работници и потеглят към базата на коне. Там връщат конете обратно и веднага започват със сондажите. Към края храната им свършва и всички преживяват само на хляб и чай. Междувременно кракът на Елена отича и загноява и за да го спаси, Кулик прави по него бързи разрези с нож. Така той остава сам да работи на сондажите.
На 28 септември в Кежма пристига самолет, който да откара екипа и събраните проби до Красноярск. На 9 октомври те пристигат в Москва, а Кулик планира следваща експедиция за лятото на 1941 г. Тя обаче е осуетена от развитието на Втората световна война.

## Велика Отечествена война
На 9 юни 1941 г. Германия напада СССР и започва Великата Отечествена война. Още през първите дни Кулик организира в двора на сградата, в която живее семейството му, санитарен пост. Веднага подава заявление до партийния комитет на Института по геоложки науки за приемането му за кандидат-член на комунистическата партия (тогава ВКП (б)). Изготвя и полугодишен доклад за работата на Комитета по метеоритите.
Въпреки че вече е на 58-годишна възраст, Кулик подава заявление за приемането му в армията като доброволец. През юли 1941 г. е сформирана 17-та дивизия на народното опълчение, към която са включени много учени и известни хора, между които и Кулик. Сформираните полкове извършват 30-километров преход от Москва до жп гара Бутово, където преминават ускорена бойна подготовка. От Академията на науките официално отзовават Кулик от военна служба за да го върнат на работа, но той категорично отказва.
Докато строят фалшиви летища край Москва, Кулик няколко пъти се връща вкъщи, където в края на юли е приет за кандидат-член на ВКП (б). Бомбардировките на столицата вече са постоянни и стават почти всяка нощ. През последната вечер от пребиваването на Кулик, когато той спи вкъщи, са улучени три от съседните сгради.
На 2 август Кулик напуска окончателно Москва и се присъединява към дивизията си в Спас-Деменск, където трябва да защитават жп линията Бураки-Подлесное. Живее в палатка заедно с командния състав и се грижи за стопанската и боевата материална готовност на подразделението.
На 29 септември 1312-ти полк, където Кулик е старшина на сапьорска рота, е дислоциран във втория ешелон на отбраната на дивизията и трябва да защитава Варшавското шосе и югозападните подстъпи към Спас-Деменск. На 60-километровия фронт настъпват 17 германски дивизии, от които 5 танкови. На следващия ден започва германската офанзива с кодово име „Тайфун“, където срещу опълченците е изпратена Четвърта танкова група на Ерих Хьопнер, подкрепена от дивизиите на СС „Райх“ и „Велика Германия“. Още през първия ден германците успяват да пробият защитата на първия ешелон на Резервния фронт, напредвайки с 20 – 30 километра. След поредица от атаки на авиацията, големи групи от танкове заобикалят дивизията от юг, използвайки голямата пролука между нея и съседната дивизия. Прекъсната е комуникацията с командващия и щаба на 33-а армия. Спас-Деменск е окупиран от вражески танкове, които достигат Варшавското шосе. Вечерта 17-та дивизия получава заповед да се изтегли, като направи пробив през гората, но тя е напълно обкръжена.
В писмо от 21 октомври Кулик съобщава на близките си, че е пленен, ранен е в крака и се намира в бивш родилен дом в окупираното село Всходи, превърнат в лазарет за военнопленници. Лекарите там също са военнопленници, а Кулик, въпреки раната си, работи като санитар. Решено е той да бъде спасен и отведен в партизанския отряд „Северна мечка“. Свръзката пристига в уговореното време в болницата, но по негово искане отвежда в отряда една от лекарките. Когато се връща за него вече е късно – ранените са откарани от германците в Спас-Деменск.
На 14 април 1942 г. в 19:30 ч. Леонид Алексеевич Кулик умира от тиф в град Спас-Деменск, 3 дни преди освобождаването на града. Погребан е в градските гробища, а работите, които е писал са предадени на НКВД. След години семейството му докарва от Москва и поставя на гроба паметник и ограда.

## Памет
- През 1958 г., за 50-годишнината от падането на Тунгуския метеорит, Министерството на съобщенията на СССР издава пощенска марка, посветена на това събитие и Леонид Кулик. Автор е художникът Алексей Завялов.[59]
- През 1970 г. на Кулик е кръстен кратер на обратната страна на Луната с координати 42° с.ш. и 155° з.д.[59]
- През декември 1984 г. на Елена Леонидовна Кулик е връчен „Почетен сертификат“, в който се посочва, че Институтът по теоретична астрономия дава името Кулик на малката планета № 2794, открита от съветския астроном Николай Черних.[59]